# Le Serviteur
Le Serviteur est un livre d'Henri Bachelin publié en 1918 et ayant reçu la même année le prix Femina.

## Résumé
L'auteur rend un hommage à son père, journalier et sacristain, qui mena une vie humble et résignée de « serviteur » dans une bourgade du Morvan à la fin du XIXe siècle. Ce livre – qui n'est pas un roman mais plutôt un récit autobiographique – retrace les travaux et les jours d'un homme qui fut, pour son fils, une manière de saint. C'est l'un des rares (et des tout premiers) livres écrits à la deuxième personne du singulier.

## Éditions
- Éditions Flammarion, 1918.
- Mercure de France, 1944 (édition définitive avec une préface de René Dumesnil).
- Éditions Manucius, 2024